# Unterseeboot 377
Le Unterseeboot 377 (ou U-377) est un sous-marin allemand (U-Boot) de type VII.C utilisé par la Kriegsmarine (marine de guerre allemande) pendant la Seconde Guerre mondiale.

## Construction
L'U-377 est un sous-marin océanique de type VII C. Construit dans les chantiers de Howaldtswerke AG à Kiel, la quille du U-377 est posée le 8 avril 1940 et il est lancé le 15 août 1941. L'U-377 entre en service un mois et demi plus tard.

## Historique
Mis en service le 2 octobre 1941, l'Unterseeboot 377 reçoit sa formation de base sous les ordres du Kapitänleutnant Otto Köhler à Danzig dans la 6. Unterseebootsflottille jusqu'au 1er février 1942, puis l'U-377 intègre sa formation de combat, toujours dans la 6. Unterseebootsflottille à la base sous-marine de Saint-Nazaire. À partir du 1er juillet 1942, il rejoint la 11. Unterseebootsflottille à Bergen, puis au 1er mars 1943, l'U-377 est affecté à la 9. Unterseebootsflottille à la base sous-marine de Brest.
L'U-377 a réalisé onze patrouilles de guerre pendant sa vie opérationnelle dans lesquelles il n'a ni coulé, ni endommagé de navire ennemi au cours de ses 312 jours en mer.
Pour sa première patrouille, l'U-377 quitte le port de Kiel le 14 février 1942 sous les ordres du Kapitänleutnant Otto Köhler. Après 15 jours en mer, il rejoint Narvik le 28 février 1942.
Le 3 août 1943, le commandant de l'U-Boot, le Kapitänleutnant Otto Köhler cède son commandement à l'Oberleutnant zur See Gerhard Kluth.
Au cours de sa deuxième partie de sa dixième mission, commencée le 9 septembre 1943, l'U-377 est attaqué le 22 septembre 1943 par un bombardier Consolidated B-24 Liberator (Squadron 10) pendant l'opération contre les convois ONS-18 et ON-202, blessant le commandant de l'U-Boot. L'U-377 retourne à Brest sous le commandement temporaire du Leutnant zur See Ernst-August Gerke, le 10 octobre 1943.
L'U-377 quitte Brest pour sa onzième patrouille le 15 décembre 1943. Après 34 jours en mer, il est coulé le 17 janvier 1944 dans l'Atlantique Nord au sud-ouest de l'Irlande, à la position géographique de 49° 39′ N, 20° 10′ O, par des charges de profondeur lancées depuis le destroyer britannique HMS Wanderer et la frégate britannique HMS Glenarm. 
Les 52 membres d'équipage meurent dans cette attaque.

## Affectations successives
- 6. Unterseebootsflottille à Danzig du 2 octobre 1941 au 1er février 1942 (entrainement)
- 6. Unterseebootsflottille  à Saint-Nazaire du 1er février au 30 juin 1942 (service actif)
- 11. Unterseebootsflottille à Bergen du 1er juillet 1942 au 28 février 1943 (service actif)
- 9. Unterseebootsflottille à Brest du 1er mars 1943 au 17 janvier 1944 (service actif)

## Commandement
- Kapitänleutnant Otto Köhler du 2 octobre 1941 au 2 août 1943
- Oberleutnant zur See Gerhard Kluth du 3 août 1943 au 17 janvier 1944
- Leutnant zur See Ernst-August Gerke du 22 septembre au 10 octobre 1943

## Patrouilles
|       | Commandant              | Départ            | Départ      | Arrivée           | Arrivée     | Jours     | Succès |
| ----- | ----------------------- | ----------------- | ----------- | ----------------- | ----------- | --------- | ------ |
| 1     | Kptlt. Otto Köhler      | 14 février 1942   | Kiel        | 28 février 1942   | Narvik      | 15 jours  |        |
| 2     | Kptlt. Otto Köhler      | 6 mars 1942       | Narvik      | 19 mars 1942      | Narvik      | 14 jours  |        |
|       | Kptlt. Otto Köhler      | 22 mars 1942      | Narvik      | 25 mars 1942      | Narvik      | 4 jours   |        |
| 3     | Kptlt. Otto Köhler      | 5 avril 1942      | Narvik      | 19 avril 1942     | Narvik      | 15 jours  |        |
| 4     | Kptlt. Otto Köhler      | 25 mai 1942       | Narvik      | 29 mai 1942       | Narvik      | 5 jours   |        |
|       | Kptlt. Otto Köhler      | 31 mai 1942       | Narvik      | 2 juin 1942       | Trondheim   | 3 jours   |        |
| 5     | Kptlt. Otto Köhler      | 18 juillet 1942   | Trondheim   | 25 juillet 1942   | Trondheim   | 8 jours   |        |
| 6     | Kptlt. Otto Köhler      | 30 août 1942      | Trondheim   | 24 septembre 1942 | Skjomenford | 26 jours  |        |
| 7     | Kptlt. Otto Köhler      | 7 octobre 1942    | Skjomenford | 24 octobre 1942   | Narvik      | 18 jours  |        |
| →     | Kptlt. Otto Köhler      | 27 octobre 1942   | Narvik      | 13 novembre 1942  | Narvik      | 18 jours  |        |
|       | Kptlt. Otto Köhler      | 15 novembre 1942  | Narvik      | 18 novembre 1942  | Trondheim   | 4 jours   |        |
|       | Kptlt. Otto Köhler      | 20 novembre 1942  | Trondheim   | 25 novembre 1942  | Bergen      | 6 jours   |        |
| 8     | Kptlt. Otto Köhler      | 30 janvier 1943   | Bergen      | 18 mars 1943      | Brest       | 48 jours  |        |
| 9     | Kptlt. Otto Köhler      | 15 avril 1943     | Brest       | 7 juin 1943       | Brest       | 54 jours  |        |
| 10    | Oblt. Gerhard Kluth     | 26 août 1943      | Brest       | 30 août 1943      | Brest       | 5 jours   |        |
| →     | Oblt. Gerhard Kluth     | 6 septembre 1943  | Brest       | 7 septembre 1943  | Brest       | 2 jours   |        |
| →     | Oblt. Gerhard Kluth     | 9 septembre 1943  | Brest       | 22 septembre 1943 | en mer      | 14 jours  |        |
| →     | Ltn. Ernst-August Gerke | 22 septembre 1943 | en mer      | 10 octobre 1943   | Brest       | 19 jours  |        |
| 11    | Oblt. Gerhard Kluth     | 15 décembre 1943  | Brest       | 17 janvier 1943   | Coulé       | 34 jours  |        |
| Total | Total                   | Total             | Total       | Total             | Total       | 312 jours | 0 t    |

Note : Ltn. = Leutnant zur See - Oblt. = Oberleutnant zur See - Kptlt. = Kapitänleutnant 

### Opérations Wolfpack
L'U-377 a opéré avec les Wolfpacks (meute de loups) durant sa carrière opérationnelle.
1. Aufnahme (7 mars 1942 - 11 mars 1942)
2. Blücher (11 mars 1942 - 18 mars 1942)
3. Bums (6 avril 1942 - 14 avril 1942)
4. Blutrausch (15 avril 1942 - 17 avril 1942)
5. Trägertod (12 septembre 1942 - 21 septembre 1942)
6. Ritter (11 février 1943 - 21 février 1943)
7. Neptun (22 février 1943 - 2 mars 1943)
8. Amsel (22 avril 1943 - 3 mai 1943)
9. Amsel 2 (3 mai 1943 - 6 mai 1943)
10. Elbe (7 mai 1943 - 10 mai 1943)
11. Elbe 2 (10 mai 1943 - 14 mai 1943)
12. Leuthen (15 septembre 1943 - 22 septembre 1943)
13. Borkum (24 décembre 1943 - 3 janvier 1944)
14. Borkum 3 (3 janvier 1944 - 13 janvier 1944)
15. Rügen (13 janvier 1944 - 17 janvier 1944)

## Navires coulés
L'Unterseeboot 377 n'a ni coulé, ni endommagé de navire ennemi au cours des 11 patrouilles (295 jours en mer) qu'il effectua.

### Source et bibliographie
- (en) Cet article est partiellement ou en totalité issu de l’article de Wikipédia en anglais intitulé « German submarine U-377 » (voir la liste des auteurs).
- Chris Bishop, historien militaire (trad. de l'anglais par Christian Muguet), Les sous-marins de la Kriegsmarine : 1939-1945 : le guide d'identification des sous-marins [« The spellmount submarine identification guide : Kriegsmarine U-boats 1939-1945 »], Paris, Éd. de Lodi, 2008, 192 p. (ISBN 978-2-84690-327-1, OCLC 470721805, BNF 41298980)